# Impatiens damrongii
Impatiens damrongii är en balsaminväxtart som beskrevs av Daisuke Shimizu. Impatiens damrongii ingår i släktet balsaminer, och familjen balsaminväxter. Inga underarter finns listade i Catalogue of Life.